# Pedró de Can Catà
Pedró de Can Catà és una obra de Sant Andreu de Llavaneres (Maresme) protegida com a Bé Cultural d'Interès Local.

## Descripció
Es tracta d'un pedró del segle XVII situat a l'entrada de la propietat de can Catà de la Vall. En el requadre rebaixat que ocupa gairebé tota la cara del pedró hi ha la següent inscripció:
"DIENT UN PATER NOSTER Y UNA AVE MARIA SE BUANT EN QORANTA DIES ES DE PERDO" 1631 CATA
(Text procedent del POUM)